# Журило, Иван Антонович
Иван Антонович Журило (7 ноября 1923, Берёзовка, Киевская губерния — 7 сентября 1990, Житомир) — старший лейтенант Советской Армии, участник Великой Отечественной войны, Герой Советского Союза (1945).

## Биография
Иван Журило родился 7 ноября 1923 года в селе Садовое (ныне — Коростышевский район Житомирской области Украины). В 1937 году окончил шесть классов школы, после чего работал электросварщиком на ТЭЦ № 2 в Киеве. В июле 1941 года Журило был эвакуирован в Донбасс. В ноябре 1943 года он был призван на службу в Рабоче-крестьянскую Красную Армию. С мая 1944 года — на фронтах Великой Отечественной войны. Принимал участие в боях на 1-м и 2-м Украинских фронтах, командовал отделением 20-го сапёрного батальона 99-й стрелковой дивизии 46-й армии. Отличился во время форсирования Дуная в районе города Эрчи к югу от Будапешта.
Ночью 3 декабря 1944 года Журило с двумя добровольцами переправился через Дунай и разведал позиции противника. 4 декабря он со своим подразделением первым вместе со 2-м стрелковым батальоном 1-го стрелкового полка старшего лейтенанта Забобонова Ивана Семеновича переправился через реку и принял активное участие в захвате и удержании плацдарма, лично захватил «языка». В бою за расширение плацдарма Журило лично уничтожил восемь вражеских солдат и ещё одного взял в плен.
Указом Президиума Верховного Совета СССР от 24 марта 1945 года за «отвагу и мужество, проявленные в боях при форсировании Дуная» старший сержант Иван Журило был удостоен высокого звания Героя Советского Союза с вручением ордена Ленина и медали «Золотая Звезда» за номером 4745.
За отличие при форсировании Дуная Указом от 24.03.1945 года Золотой Звездой Героя Советского Союза наградили ещё 14 воинов из 2-го стрелкового батальона старшего лейтенанта Забобонова Ивана Семеновича, в том числе: старшего лейтенанта Милова Павла Алексеевича, старшего лейтенанта Чубарова Алексея Кузьмича, лейтенанта Храпова Николая Константиновича, лейтенанта Колычева Олега Федосеевича, младшего лейтенанта Кутуева Рауфа Ибрагимовича, старшего сержанта Шарпило Петра Демьяновича, сержанта Ткаченко Ивана Васильевича, сержанта Полякова Николая Федотовича, красноармейца Зигуненко Ильи Ефимовича, красноармейца Остапенко Ивана Григорьевича, красноармейца Мележика Василия Афанасьевича, красноармейца Зубовича Константина Михайловича, красноармейца Трошкова Александра Даниловича, капитана Серых, Семёна Прокофьевича.
После окончания войны Журило продолжил службу в Советской Армии. В 1955 году в звании старшего лейтенанта он был уволен в запас. Проживал в Житомире, работал на обувной фабрике. Скончался 7 сентября 1990 года.
Был также награждён орденами Отечественной войны 1-й степени и Красной Звезды, рядом медалей.

## Память
- Имя Героя высечено золотыми буквами в зале Славы Центрального музея Великой Отечественной войны в Парке Победы города Москвы.
- На могиле установлен надгробный памятник